# 索日 (谢尔省)
索日（法語：Saugy，法語發音：[soʒi]）是法国谢尔省的一个市镇，位于该省西南部，属于布尔日区。

## 地理
索日（46°58'13"N, 2°7'1"E）面积9.63 平方千米，位于法国中央-卢瓦尔河谷大区谢尔省，该省份为法国中部省份，北起卢瓦雷省，西接卢瓦-谢尔省和安德尔省，南至克勒兹省，东南接阿列省，东临涅夫勒省。
与索日接壤的市镇（或旧市镇、城区）包括：沙罗、锡夫赖、圣昂布鲁瓦、伊苏丹、阿尔农河畔圣乔治。

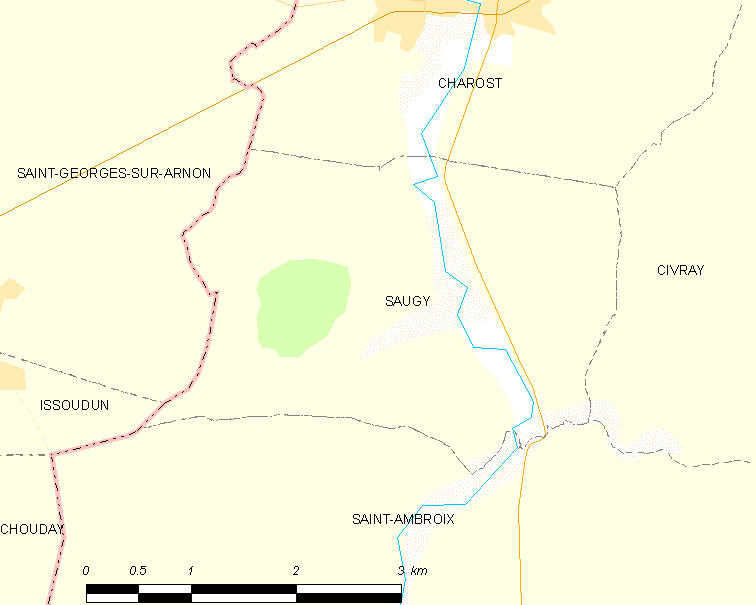
的OSM定位图

索日的时区为UTC+01:00、UTC+02:00（夏令时）。

## 行政
索日的邮政编码为18290，INSEE市镇编码为18244。

## 政治
索日所属的省级选区为沙罗县。

## 人口

1962-2008年间人口变化图示

索日于2022年1月1日时的人口数量为78人。